# Save Me (Jelly-Roll-Lied)
Save Me (englisch Rette mich) ist ein Lied des US-amerikanischen Sängers Jelly Roll. Es erschien am 25. Juni 2020 über BBR Music Group als erste Single aus seinem siebten Studioalbum Self Medicated. Die Single wurde in den Vereinigten Staaten mit Platin ausgezeichnet. Am 11. Mai 2023 erschien eine neue Version mit der Gastsängerin Lainey Wilson, die bei den Grammy Awards 2024 in der Kategorie Best Country Duo/Group Performance nominiert wurde.

## Inhalt

### Ursprüngliche Version
Save Me ist ein Country-Song, der von Jelly Roll (bürgerlich: Jason DeFord) und David Ray geschrieben wurde. Der Text ist in englischer Sprache verfasst. Save Me ist 4:01 Minuten lang, wurde in der Tonart C-Dur geschrieben und weist ein Tempo von 83 BPM auf. Produziert wurde das Lied von David Ray. Das Lied entstand im Mai 2020 während der COVID-19-Pandemie. Sein Vater war ein Jahr zuvor verstorben und er musste immer noch lernen, mit dieser Situation umzugehen. Er befand sich nach eigener Aussage in einem „dunklen Ort“ und er wusste, dass er etwas schreiben musste, um seine Gefühle loszuwerden. 
Save Me war eines der ersten Lieder, auf dem Jelly Roll singt, während er zuvor als Rapper aktiv war. Während der Aufnahmen war er „verängstigt“, da er sich „immer noch unwohl mit seiner Gesangsstimme fühlt“. Das Lied bezeichnete er als „Durchbruch“ für ihn, da „die Hörer wirklich seine Stimme und seinen Schmerz hören können“. Jelly Rolls Gesang wird von einer akustischen Gitarre sowie einem Klavier begleitet. Das Lied ist autobiographisch und handelt von Jelly Rolls Erfahrungen mit dem Missbrauch von Alkohol und Drogen.
| „I'm a lost cause Baby, don't waste your time on me I'm so damaged beyond repair Life has shattered my hopes and my dreams“ – Refrain | „Ich bin ein hoffnungsloser Fall Baby, verschwende deine Zeit nicht mit mir Ich bin irreparabel beschädigt Das Leben hat meine Hoffnungen und Träume zerschmettert.“ – Refrain, Übersetzung |

### Version mit Lainey Wilson
Für sein am 2. Juni 2023 erschienenes Album Whitsitt Chapel nahm Jelly Roll das Lied neu auf. Als Gastsängerin ist Lainey Wilson zu hören, die die zweite Strophe singt und während der Refrains Hintergrundgesänge beisteuert. Die neue Version ist drei Sekunden kürzer als das Original. Jelly Roll und Lainey Wilson führten das Lied während der Academy of Country Music Awards 2023 und während des Finals der 21. Staffel der TV-Show American Idol auf.

## Rezeption

### Rezensionen
Thoralf Koß vom Onlinemagazin Musikreviews.de schrieb, dass man „beim Hören von Save Me wie Butter in den göttlichen Sonnenstrahlen dahinschmilzt“, wenn Lainey Wilson als Duettpartnerin auftritt. Erica Zisman vom Onlinemagazin Country Swag schrieb über die Version mit Lainey Wilson, dass es sich hierbei um „das Duett handelt, von dem wir nicht wussten, dass wir es brauchen“. Save Me wäre „ein weiteres Beispiel für unfassbare Erzählkunst in der Country-Musik“.

### Chartplatzierungen
Die ursprüngliche Version konnte sich nicht in den Charts platzieren. Die unten genannten Positionen beziehen sich auf die Version mit Lainey Wilson.
| ChartsChartplatzierungen               | Höchstplatzierung | Wochen |
| -------------------------------------- | ----------------- | ------ |
| Vereinigte Staaten (Billboard)         | 19 (37 Wo.)       | 37     |
| Vereinigte Staaten (Billboard Country) | 6 (… Wo.)         | …      |

| ChartsJahrescharts (2024)      | Platzierung |
| ------------------------------ | ----------- |
| Vereinigte Staaten (Billboard) | 65          |

### Auszeichnungen für Musikverkäufe
Die Auszeichnung bezieht sich auf die Originalversion.
| Land/Region               | Auszeichnungen für Musikverkäufe (Land/Region, Auszeichnung, Verkäufe) | Verkäufe  |
| ------------------------- | ---------------------------------------------------------------------- | --------- |
| Vereinigte Staaten (RIAA) | 3× Platin                                                              | 3.000.000 |
| Insgesamt                 | 3× Platin ·                                                            | 3.000.000 |

## Version von Eminem

### Hintergrund
Am 12. Juli 2024 veröffentlichte der Rapper Eminem sein zwölftes Studioalbum The Death of Slim Shady (Coup de Grâce). Der letzte Song Somebody Save Me beinhaltet Elemente aus Jelly Rolls Lied Save Me. Eminem nutzt das Lied als aufrichtige Entschuldigung an seine Kinder für seine Entscheidungen in der Vergangenheit. Insbesondere, dass für ihn verschiedene Drogen wichtiger waren als seine Kinder. Am 21. August 2024 wurde ein Musikvideo zum Song veröffentlicht.

### Chartplatzierungen
| ChartsChartplatzierungen       | Höchstplatzierung | Wochen |
| ------------------------------ | ----------------- | ------ |
| Schweiz (IFPI)                 | 94 (1 Wo.)        | 1      |
| Vereinigte Staaten (Billboard) | 27 (3 Wo.)        | 3      |

### Auszeichnungen für Musikverkäufe
| Land/Region | Auszeichnungen für Musikverkäufe (Land/Region, Auszeichnung, Verkäufe) | Verkäufe |
| ----------- | ---------------------------------------------------------------------- | -------- |
| Kanada (MC) | Gold                                                                   | 40.000   |
| Insgesamt   | 1× Gold ·                                                              | 40.000   |

Hauptartikel: Eminem/Auszeichnungen für Musikverkäufe